# Nicéphore Ier d'Alexandrie
Nicéphore Ier est pape et patriarche orthodoxe d'Alexandrie et de toute l'Afrique de 1639 à 1645.